# Elecciones federales de México de 1961 en Baja California
Las Elecciones federales en Baja California de 1961 se llevaron a cabo el domingo 2 de julio de 1961, y en ellas fueron renovados los titulares de los siguientes cargos de elección popular del estado mexicano de Baja California:
- Diputados Federales de Baja California: 3 Electos por mayoría relativa elegidos en cada uno de los Distritos electorales, mientras otros son elegidos mediante representación proporcional.

## Organización
Las elecciones fueron realizadas por la Comisión Federal Electoral, perteneciente a la Secretaría de Gobernación. En el proceso participaron 4 partidos políticos: el Partido Revolucionario Institucional, el Partido Acción Nacional, el Partido Popular Socialista y el Partido Auténtico de la Revolución Mexicana. Este últimos participó en coalición con el PRI para la presidencia de México apoyando a Adolfo López Mateos.
El sábado 29 de abril de 1961 fueron publicadas las candidaturas a la elección federal en el Periódico Oficial de la Federación.

## Candidatos

### Diputaciones

#### Distrito 1
| Cámara de Diputados (México) | Cámara de Diputados (México) | Cámara de Diputados (México) | Cámara de Diputados (México)                | Resultados | Resultados |
| Candidato                    | Candidato                    | Candidato                    | Partido                                     | Votos      | Porcentaje |
| ---------------------------- | ---------------------------- | ---------------------------- | ------------------------------------------- | ---------- | ---------- |
| Miguel Serafín Sodi          |                              | Miguel Serafín Sodi          | Partido Acción Nacional                     | —          | —          |
| Gustavo Arévalo Ardoqui      |                              | Gustavo Arévalo Ardoqui      | Partido Revolucionario Institucional        | —          | —          |
| Pánfilo Orozco Álvarez       |                              | Pánfilo Orozco Álvarez       | Partido Popular Socialista                  | —          | —          |
| Octavio Conde Quiroga B.     |                              | Octavio Conde Quiroga B.     | Partido Auténtico de la Revolución Mexicana | —          | —          |
| Total de votos válidos       | Total de votos válidos       | Total de votos válidos       | Total de votos válidos                      |            | —          |

#### Distrito 2
| Cámara de Diputados (México) | Cámara de Diputados (México) | Cámara de Diputados (México) | Cámara de Diputados (México)                | Resultados | Resultados |
| Candidato                    | Candidato                    | Candidato                    | Partido                                     | Votos      | Porcentaje |
| ---------------------------- | ---------------------------- | ---------------------------- | ------------------------------------------- | ---------- | ---------- |
| Zeferino Sánchez Hidalgo     |                              | Zeferino Sánchez Hidalgo     | Partido Acción Nacional                     | —          | —          |
| Gustavo Aubanel Vallejo      |                              | Gustavo Aubanel Vallejo      | Partido Revolucionario Institucional        | —          | —          |
| Juan Valdez Castillo         |                              | Juan Valdez Castillo         | Partido Popular Socialista                  | —          | —          |
| Guillermo Carreño Olsen      |                              | Guillermo Carreño Olsen      | Partido Auténtico de la Revolución Mexicana | —          | —          |
| Total de votos válidos       | Total de votos válidos       | Total de votos válidos       | Total de votos válidos                      |            | —          |

#### Distrito 3
| Cámara de Diputados (México) | Cámara de Diputados (México) | Cámara de Diputados (México) | Cámara de Diputados (México)                | Resultados | Resultados |
| Candidato                    | Candidato                    | Candidato                    | Partido                                     | Votos      | Porcentaje |
| ---------------------------- | ---------------------------- | ---------------------------- | ------------------------------------------- | ---------- | ---------- |
| José León Toscano            |                              | José León Toscano            | Partido Acción Nacional                     | —          | —          |
| Luis González Campo          |                              | Luis González Campo          | Partido Revolucionario Institucional        | —          | —          |
| Manuel García Barros         |                              | Manuel García Barros         | Partido Popular Socialista                  | —          | —          |
| Florencio Sandoval Mejía     |                              | Florencio Sandoval Mejía     | Partido Auténtico de la Revolución Mexicana | —          | —          |
| Total de votos válidos       | Total de votos válidos       | Total de votos válidos       | Total de votos válidos                      |            | —          |